# Neohypdonus nibleyi
Neohypdonus nibleyi is een keversoort uit de familie kniptorren (Elateridae). De wetenschappelijke naam van de soort is voor het eerst geldig gepubliceerd in 1991 door Wells.